# Barbara Roles
Barbara Roles (n. 6 aprilie 1941, San Mateo, California, SUA) este o patinatoare artistică ce a reprezentat Statele Unite ale Americii, medaliată olimpică. A participat la o ediție a Jocurilor Olimpice (1960) în care a câștigat o medalie de bronz.

## Participări
Lista de mai jos prezintă principalele competiții la care a participat Barbara Roles de-a lungul carierei.
- figure skating at the 1960 Winter Olympics – women's singles[*]